# جزر كايمان في الألعاب الأولمبية الصيفية 2016
نافست جزر كايمان في دورة الألعاب الأولمبية الصيفية 2016 في ريو دي جانيرو، البرازيل، من 05-21 أغسطس 2016.